# Billeder fra Carlsberg-Fondets oceanografiske Expedition omkring Jorden 1928-30
Billeder fra Carlsberg-Fondets oceanografiske Expedition omkring Jorden 1928-30 er en dansk dokumentarfilm fra 1930.

## Handling
Skibet Dana rejser jorden rundt. Ekspeditionen startede d. 14. juni 1928 fra Nordre Toldbod og blev ledet af Johannes Schmidt.
Jordkloden. Danasrute ses indtegnet på et kort
Billeder af båden sejlende i et havnemiljø. Billeder fra båden omgivet af oceanet, skibet ruller godt. Bundfisktrawl net kastes ud og linjer fastgøres til skibet. Der rulles net op på en tromle. Til sidst hejses nettet op, der ender i en slags ruse af tre sømænd. Nærbilleder af dybhavsfisk, der blev fanget.
Panamakanalen udsigten til den døde skov og sluserne.
Vaskescene fra Tahiti, to indfødte kvinder slår siddende vasketøjet med en kæp.
Dreng henter kokosnød fra et træ.
I New Zealand ses to små øgler, tuataraer løber på en jordflade, et besætningsmedlem står med en Kiwifugl sættes på jorden løber fortumlet rundt.
På skibet, vandprøver hentes op fra forskellige havdybder med et sindrigt system med små beholdere, der lukker automatisk. Vandet hældes på prøveglas af mand.
En stor haj er fanget, løftes op i halen ved hjælp af line. Radiotelegrafist arbejder, der ses ind på det snævre kahyt fra døren.
Saigon flodbredden, forskellige eksotiske skibe, huse og templer ses ved bredden.
Filippinesiske fiskere. En bøffel i vandkanten bruges som trækdyr af indfødte. Havn i Shanghai, indfødte fartøjer og krydstogtskib ses i baggrunden.
Fingersprogshandel imellem mandlige besætningsmedlemmer og japanske kvinder. Store net fisker plankton. Nettene sænkes ned og løftes op. Indholdet ses under mikroskop.
Udriggerkano på Ny Guinea.
Ålelarver fanget ved Sumatra ses under mikroskop. Johannes Schmidt ved mikroskopet. Ekkolod. Billeder af logbogen til ekkoloddet. Loddet sænkes til 5000 m.
Dyr på ekspeditionsskibet to små aber i en vaskebalje. 2 elefantskilpadder på dækket. Et hængebugsvin i snor?
Ankomst til kaj i Sydafrika. Skibet lastes med kul af indfødte.
Dana i dok i Algier. Skruen. Gæster ved skibet. Havskilpadde ombord på skibet.
Der sejles igennem den Korinthiske kanal. Der tages bundprøver.
Kielerkanalen. Der sejles forbi Kronborg. Prins Valdemar og prins Georg går fra borde til chalup. Modtagelsen på Nordre Toldbod med en stor menneskemængde, der holdes taler en minister og professor Ostenfeldt.
Ulla Nymand, Carlsberg arkivet